# U 44 (U-Boot, 1915)
U 44 war ein U-Boot welches im Rahmen eines Kriegsauftrags als MS-(Mobilmachungs)-Typ für die deutsche Kaiserliche Marine gebaut wurde.

## Bau und Indienststellung
Das Boot war ein sogenanntes Zweihüllenboot, welches als Hochseeboot für die ozeanische Verwendung in einem Amtsentwurf konzipiert wurde. Der Auftrag zum Bau dieses U-Bootes wurde an die Kaiserlichen Werft in Danzig erteilt. Der Stapellauf erfolgte am 25. Oktober 1914. Die Indienststellung am 7. Mai 1915 unter dem Kommando von Kapitänleutnant Paul Wagenführ.

## Technik
Das U-Boot war 65 m lang, 6,2 m breit und hatte einen Tiefgang von 3,74 m sowie eine Verdrängung von 725 Tonnen über und 940 Tonnen unter Wasser. Die Besatzung bestand aus 36 Mann, wovon vier Offiziere waren. Die Maschinen für die Überwasserfahrt waren zwei Sechs-Zylinder-Viertakt Dieselmotoren S 6 V 41/42 von MAN mit zusammen 1.471 kW (2.000 PS). Zur Unterwasserfahrt kamen zwei SSW-Doppel-Modyn-Elektromotoren mit 880 kW (1.200 PS) zum Einsatz. Damit waren Geschwindigkeiten von 15,2 kn (über Wasser) bzw. 9,7 kn (unter Wasser) möglich. Der Aktionsradius betrug bis zu 11400 NM bei 8 kn Überwasserfahrt. Bei getauchter Fahrt mit 5 kn wurden 51 NM erreicht bei einer maximalen Tauchtiefe von 50 Meter. Die sechs mitgeführten Torpedos konnten über zwei Bug- und zwei Heckrohre verschossen werden, ebenso war ein 8,8-cm-Schnellfeuergeschütz eingebaut, welches später um ein weiteres Geschütz derselben Bauart ergänzt wurde. Ab 1916/17 wurden diese beiden Geschütze durch ein 10,5-cm-Schnellfeuergeschütz ersetzt und das U-Boot mit P-Minen ausgerüstet.

## Einsätze und Verbleib
U 44 führte während des Ersten Weltkriegs 13 Feindfahrten im östlichen Nordatlantik durch. Dabei wurden insgesamt 21 Handelsschiffe der Entente und neutraler Staaten mit einer Gesamttonnage von 72.332 BRT versenkt, unter anderen am 30. März 1916 den ehemaligen Flying P-Liner, die norwegische Viermast-Bark Bell (ex. Perkeo) (3.765 BRT) vor der bretonischen Insel Ouessant.
Am 12. August 1917 befand sich U 44 auf der Rückfahrt von einem erfolglosen Einsatz westlich der St.-Kilda-Inseln bei Schottland. Dabei war U 44 mehrmals auf U-Boot-Fallen gestoßen, wobei es am 5. August 1917 so schnell getaucht war, dass Meerwasser die Batterien beschädigt hatte. Kapitänleutnant Wagenführ sendete einen Rückfahrruf zur Station Nauen bei Berlin. Aufgrund von Funkstörungen wurde so lange gesendet, dass die Briten aufmerksam wurden und die Meldung entschlüsselten. Dies alarmierte ein vor Norwegen patrouillierendes Kreuzergeschwader. Der zum Geschwader gehörende Zerstörer Oracle sichtete im Morgengrauen ein auffälliges Schiff. Es war U 44 mit einem zur Tarnung gesetzten Segel. Wagenführ ließ tauchen, noch ehe die Oracle schießen konnte. U 44 tauchte jedoch in kurzen Abständen auf und wieder ab, offenbar aufgrund der Beschädigungen am Boot. Daher konnte die Oracle U 44 rammen und gezielt Wasserbomben werfen. Ölflecken an der Wasseroberfläche sowie aufschwimmende Teile der Korkisolation bestätigten die Versenkung. Als ungefähre Untergangsstelle gelten folgende Koordinaten vor der Südküste Norwegens (ca. 30 Seemeilen südwestlich der Insel Utsira): 58° 51′ N, 4° 20′ O. Sämtliche Besatzungsmitglieder kamen ums Leben.

### Versenkte Schiffe (Auswahl)
Die folgende Liste enthält Schiffe mit einer Tonnage von mehr als 1000 Bruttoregistertonnen.
1. Britischer Dampfer Manchester Engineer (4.302 BRT) am 27. März 1916[11]
2. Britischer Dampfer Achilles (7.043 BRT) am 31. März 1916[12]
3. Britischer Dampfer Goldmouth (7.446 BRT) am 31. März 1916[13]
4. Norwegischer Dampfer Hans Gude (1.110 BRT) am 31. März 1916[14]
5. Britischer Dampfer Ashburton (4.445 BRT) am 1. April 1916[15]
6. Britischer Dampfer Thurso (1.244 BRT) am 27. September 1916[16]
7. Britischer Dampfer Baron Sempill (1.607 BRT) am 16. Januar 1917[17]
8. Britischer Dampfer Caldergrove (4.327 BRT) am 6. März 1917[18]
9. Britischer Dampfer Fenay Lodge (3.223 BRT) am 6. März 1917[19]
10. Französischer Dampfer Ohio (8.719 BRT) am 6. März 1917[20]
11. Britischer Dampfer Dunbarmoor (3.651 BRT) am 8. März 1917[21]
12. Britischer Dampfer Bray Head (3.077 BRT) am 14. März 1917[22]
13. Britischer Dampfer Narragansett (9.196 BRT) am 16. März 1917[23]
14. US-amerikanischer Dampfer Vacuum (2.551 BRT) am 28. April 1917[24]
15. Norwegisches Segelschiff Natuna (1.121 BRT) am 2. Mai 1917[25]
16. Norwegischer Dampfer Thorsdal (2.200 BRT) am 24. Juli 1917[26]
17. Britische U-Bootfalle Bracondale (2.095 BRT) am 5. August 1917[27]

## Sonstiges
Im Gegensatz zu vielen anderen Hochsee-U-Booten der kaiserlich-deutschen Marine besaß U 44 – so wie ihr Schwesterboot U 43 – keinen Kiel.